# Giovanni Gavagnin
Giovanni Gavagnin (Portogruaro, 15 settembre 1936 – Caserta, 3 marzo 2013) è stato un cestista e allenatore di pallacanestro italiano.

## Carriera
In Serie A ha vestito le maglie di Varese, Napoli e Caserta e ha segnato un totale di 4156 punti.
Inoltre, ha allenato Varese, Napoli e Caserta.

## Hall of Fame
Dal 5 gennaio 2010 è entrato a far parte dell'Italia Basket Hall of Fame.

## Palmarès
- Campionato italiano: 2

Pall. Varese: 1960-61, 1963-64
- Coppa Italia: 1

Partenope Napoli: 1968
- Coppa Intercontinentale: 2

Pall.Varese: 1966, 1970
- Coppa delle Coppe: 1

Partenope Napoli: 1969-70

## Galleria d'immagini

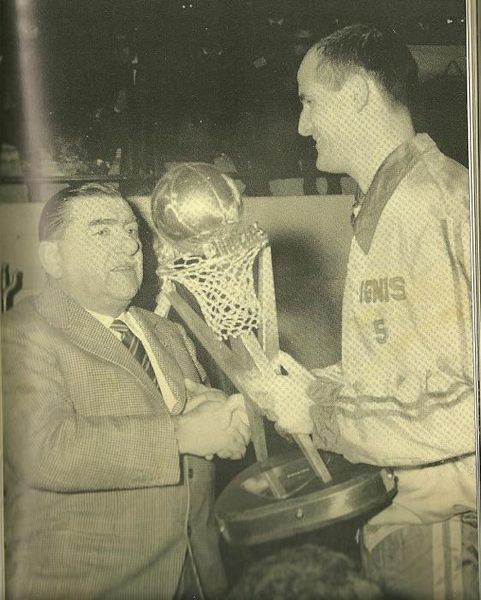
Giovanni Gavagnin consegna a Giovanni Borghi la prima Coppa Intercontinentale vinta dalla Ignis Varese nel 1966
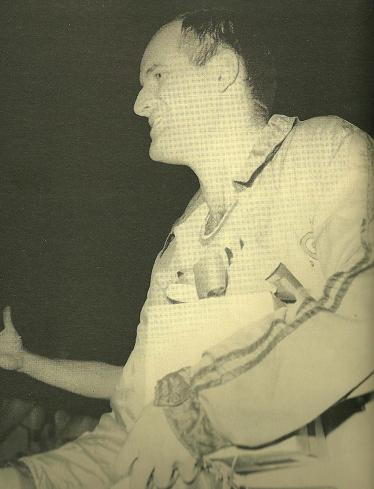
Gavagnin ai tempi dell'Ignis Varese
Gavagnin contrastato da Nino Calebotta durante un incontro tra Pallacanestro Varese e Virtus Bologna